# Alfred Boucher

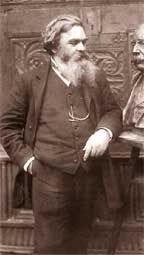
Alfred Boucher

Alfred Boucher (* 23. September 1850 in Bouy-sur-Orvin; † 18. August 1934 in Aix-les-Bains) war ein französischer Bildhauer.

## Leben
Er war der Sohn eines Landarbeiters. Als Jugendlicher wurde er dem angesehenen Bildhauer Paul Dubois (1829–1905) aus Nogent-sur-Seine vorgestellt, der ihn in seiner künstlerischen Berufung ermutigte.
Mit finanzieller Unterstützung seiner Wohngemeinde konnte Alfred Boucher 1869 an der École des beaux-arts in Paris ein Studium bei Paul Dubois (1829–1905) und Augustin Dumont (1801–1884) aufnehmen. 1874 debütierte er im Salon de Paris mit der Skulptur Enfant à la fontaine. 
Nach einem ersten Studienaufenthalt in Italien 1877–1878 gewann er in Frankreich Anerkennung. 1881 wurde er im Salon für sein Werk La Piété filiale ausgezeichnet, das heute im Museum von Nogent-sur-Seine ausgestellt ist. Er war unter anderem Lehrer von Camille Claudel, die er vor seiner zweiten Italienreise 1883–1884 mit Auguste Rodin bekanntmachte. Modell zu seinen zahlreichen, klassisch gehaltenen Büsten standen Schriftsteller wie Maupassant, gekrönte Häupter wie der griechische König Georg I. oder Politiker wie der französische Staatspräsident Casimir Pierre Périer.
1889 kaufte er ein Haus in Aix-les-Bains. 1902 gründete er die Künstlerkolonie La Ruche („Der Bienenkorb“) in Montparnasse, um jungen Künstlern eine Existenz zu ermöglichen.
1900 wurde er mit dem Grand Prix de sculpture (Großer Preis der Bildhauerei) der Pariser Weltausstellung ausgezeichnet. Er starb im Alter von 83 Jahren in seinem Haus in Aix-les-Bains.